# Physocephala brevistylata
Physocephala brevistylata är en tvåvingeart som beskrevs av Krober 1931. Physocephala brevistylata ingår i släktet Physocephala och familjen stekelflugor. Inga underarter finns listade i Catalogue of Life.